# 히사미쓰 제약
히사미쓰 제약(久光製薬 히사미쓰 세이야쿠[*], 영어: Hisamitsu Pharmaceutical)은 일본의 의약품 제조회사이다. 사가현 도스시에 본사가 있다. 소염진통제 사론파스(일본어: サロンパス)가 잘 알려져 있다.